# هارفي (مقدم برامج إذاعية)
هارفي (بالإنجليزية: Harvey)‏ هو مقدم برامج إذاعية أمريكي، ولد في 13 يونيو 1951 في فيلادلفيا في الولايات المتحدة.

## وصلات خارجية
- هارفي على موقع IMDb (الإنجليزية)